# Accusing Evidence
Accusing Evidence é um curta-metragem mudo norte-americano de 1916, do gênero faroeste, dirigido por Allan Dwan e estrelado por Pauline Bush e Lon Chaney.

## Elenco
- Murdock MacQuarrie
- Pauline Bush
- Lon Chaney